# سيسيل كومبز
سيسيل كومبز (بالإنجليزية: Cecil Coombs)‏ هو لاعب كرة قاعدة أمريكي، ولد في 18 مارس 1888 في موويكا في الولايات المتحدة، وتوفي في 25 نوفمبر 1975 في فورت وورث في الولايات المتحدة.